# ブルース・ロビンソン
ブルース・ロビンソン（Bruce Robinson、1946年5月2日 - ）は、イギリスの映画監督、脚本家、俳優、著作家である。

## 経歴
1946年5月2日、ケント州ブロードステアーズに生まれる。セントラル・スクール・オブ・スピーチ・アンド・ドラマで学んだ。
1968年、フランコ・ゼフィレッリ監督の『ロミオとジュリエット』に出演する。1987年、『ウィズネイルと僕』で映画監督デビューを果たす。1989年に『広告業界で成功する方法』、1992年に『ジェニファー8』を監督した。2011年、ジョニー・デップ主演の『ラム・ダイアリー』を監督した。

## フィルモグラフィー

### 映画
- ロミオとジュリエット Romeo and Juliet （1968年） - 出演
- プライベート・ロード Private Road （1971年） - 出演
- アデルの恋の物語 L'Histoire d'Adèle H. （1975年） - 出演
- ホテル Kleinhoff Hotel （1977年） - 出演
- キリング・フィールド The Killing Fields （1984年） - 脚本
- ウィズネイルと僕 Withnail and I （1987年） - 監督・脚本
- 広告業界で成功する方法 How to Get Ahead in Advertising （1989年） - 監督・脚本
- シャドー・メーカーズ Fat Man and Little Boy （1989年） - 脚本・原作
- ジェニファー8 Jennifer 8 （1992年） - 監督・脚本
- スティル・クレイジー Still Crazy （1998年） - 出演
- リターン・トゥ・パラダイス Return to Paradise （1998年） - 脚本
- IN DREAMS/殺意の森 In Dreams （1999年） - 脚本
- ラム・ダイアリー The Rum Diary （2011年） - 監督・脚本

## 著書
- Paranoia in the Launderette （1998年）
- The Peculiar Memories of Thomas Penman （1998年）
- The Obvious Elephant （2000年）
- Harold and the Duck （2005年）
- They All Love Jack: Busting the Ripper （2015年）

## 受賞
- 1985年 - 第38回英国アカデミー賞 - 脚色賞（『キリング・フィールド』）[6]

## 関連文献
- Owen, Alistair, ed (2001). Smoking in Bed: Conversations with Bruce Robinson. Bloomsbury Publishing